# Robert Smalls

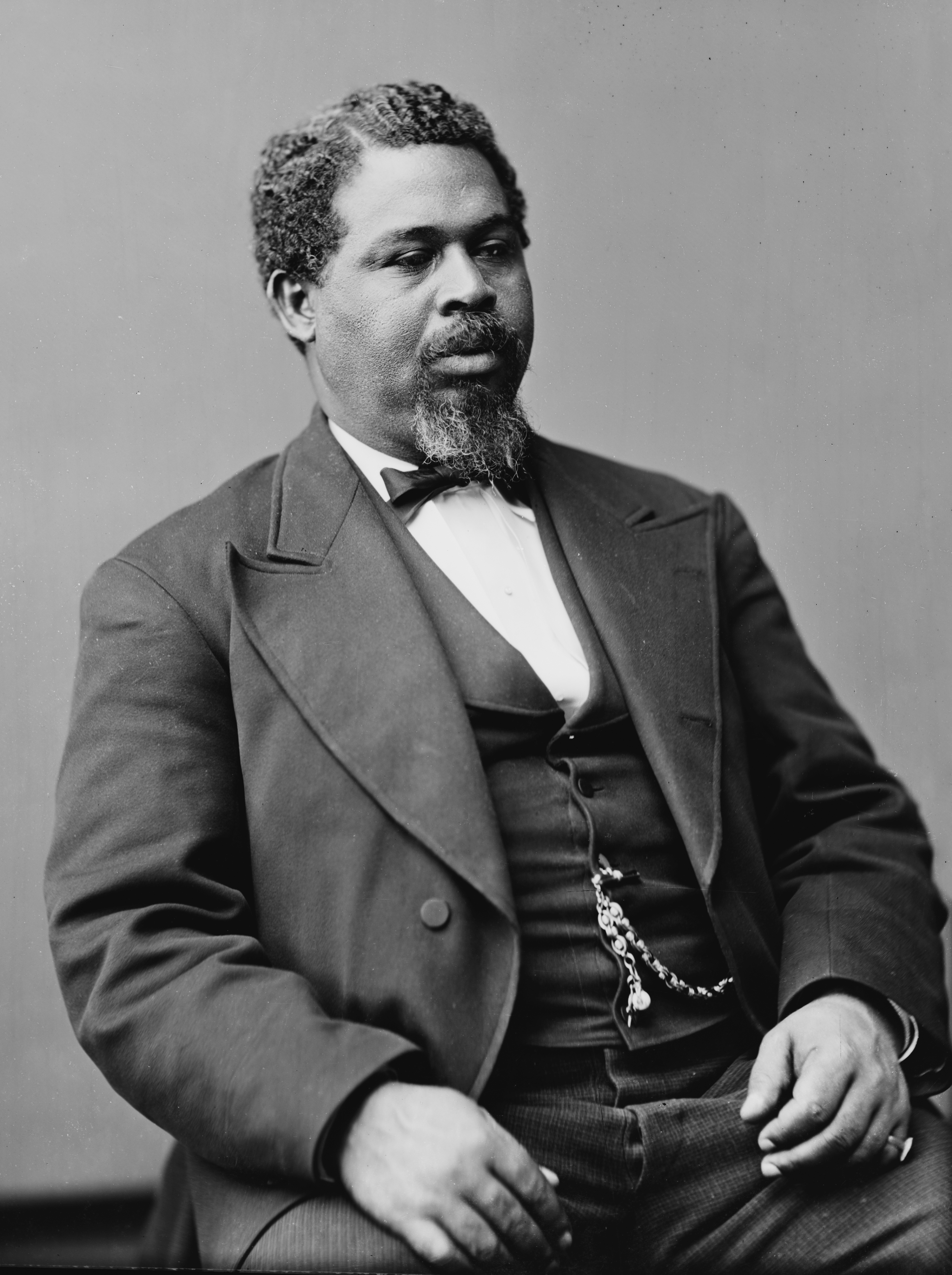
Robert Smalls (zwischen 1870 und 1880)

Robert Smalls (* 5. April 1839 in Beaufort, South Carolina; † 22. Februar 1915 ebenda) war ein US-amerikanischer Politiker. Zwischen 1875 und 1887 vertrat er mehrfach den Bundesstaat South Carolina im US-Repräsentantenhaus.

## Werdegang
Robert Smalls wurde als Sklave geboren und wurde in seiner Jugend als Haussklave eingesetzt. Seit 1851 arbeitete er im Hafen von Charleston. Zu Beginn des Bürgerkrieges wurde er in die Marine der Konföderierten Staaten versetzt. Im Mai 1862 gelang ihm eine spektakuläre Flucht. Er kaperte ein konföderiertes Frachtschiff, das mit Artillerienachschub beladen war, und navigierte es zu den Schiffen der Union. Für seine Tat wurde er im Norden als Kriegsheld gefeiert. Er erhielt eine Belohnung und wurde von US-Präsident Abraham Lincoln empfangen.
In den folgenden Jahren diente er zunächst in der Marine und dann in der Armee der Union. Allerdings wurde er als Zivilist und nicht als Soldat geführt. Smalls wurde dabei der erste afroamerikanische Kapitän eines Schiffes der Union. Nach dem Krieg kehrte er nach Beaufort zurück. Dort kaufte er ein Anwesen seines früheren Herrn. Außerdem eröffnete er einen Laden, in dem vor allem ehemalige Sklaven einkaufen konnten. Gleichzeitig begann er eine politische Laufbahn als Mitglied der Republikanischen Partei. Im Jahr 1868 war er Delegierter auf einer Versammlung zur Überarbeitung der Staatsverfassung von South Carolina.
Von 1868 bis 1870 war Smalls Abgeordneter im Repräsentantenhaus von South Carolina; zwischen 1870 und 1874 gehörte er dem Staatssenat an. In den Jahren 1872 und 1876 war er Delegierter zu den jeweiligen Republican National Conventions, auf denen Ulysses S. Grant und später Rutherford B. Hayes als Präsidentschaftskandidaten nominiert wurden. 1874 wurde Smalls im fünften Wahlbezirk von South Carolina in das US-Repräsentantenhaus in Washington, D.C. gewählt, wo er am 4. März 1875 die Nachfolge von Richard H. Cain antrat. Nach einer Wiederwahl im Jahr 1876 konnte er bis zum 3. März 1879 zwei Legislaturperioden im Kongress verbleiben. Nach Vorwürfen wegen angeblicher Bestechlichkeit verlor Smalls 1878 gegen George D. Tillman von der Demokratischen Partei. Smalls legte aber gegen den Ausgang der Wahl Widerspruch ein. Nachdem diesem stattgegeben worden war, konnte er am 19. Juli 1882 seinen früheren Sitz im Repräsentantenhaus wieder einnehmen und die Legislaturperiode bis zum 3. März 1883 beenden.
Nach dem Tod des Kongressabgeordneten Edmund William McGregor Mackey im Januar 1884 wurde Smalls im siebten Distrikt als dessen Nachfolger in den Kongress gewählt. Nachdem er bei den regulären Kongresswahlen im Jahr 1884 bestätigt wurde, konnte er eine weitere Legislaturperiode bis zum 3. März 1887 im Repräsentantenhaus verbringen. Im Jahr 1886 unterlag er dem Demokraten William Elliott.
Zwischen 1897 und 1913 leitete Robert Smalls die Zollbehörde im Hafen von Beaufort. In dieser Stadt starb er im Jahr 1915 an Malaria und Diabetes.
Am 27. Februar 2023 gab die US Navy bekannt, dass zu seinen Ehren ein aktiver Kreuzer der US-Navy, die Chancellorsville (CG-62) in Robert Smalls umbenannt werden wird. Das Schiff wurde am 1. März 2023 umgetauft.